# La Moncelle
La Moncelle é uma comuna francesa na região administrativa de Grande Leste, no departamento das Ardenas. Estende-se por uma área de 1,35 km². Em 2010 a comuna tinha 142 habitantes (densidade: 105,2 hab./km²).